# لياندرو (لاعب كرة قدم مواليد 1979)
لياندرو (بالبرتغالية: Leandro Silva Wanderley‏) هو لاعب كرة قدم برازيلي في مركز الدفاع، ولد في 19 أبريل 1979 في ريو دي جانيرو في البرازيل. لعب مع أتلتيكو مينيرو ونادي أمريكا ونادي بالميراس ونادي بورتو ونادي فلومينينسي ونادي فيتوريا ونادي كروزيرو.

## وصلات خارجية
- لياندرو (لاعب كرة قدم مواليد 1979) على موقع قاعدة بيانات كرة القدم.إي يو (الإنجليزية)
- لياندرو (لاعب كرة قدم مواليد 1979) على موقع Soccerway.com (الإنجليزية)